# Siletz (fleuve)
Pour les articles homonymes, voir Siletz.
Le Siletz est un cours d'eau qui coule dans l'État de l'Oregon aux États-Unis.
Son bassin fluvial draine une zone de 523 km2. 
Son débit varie beaucoup entre l'été et l'hiver. 
- En août le débit tourne autour de 4 m3/s,
- En décembre le débit passe à 42 m3/s.

Ce fleuve a un parcours sinueux avec de nombreux méandres. Il s'écoule dans le comté de Polk puis s'engage dans le comté de Lincoln, avant de se jeter dans l'océan Pacifique dans la baie Siletz. 
Les Amérindiens de l'Oregon reprirent le nom de Siletz pour dénommer leur Confédération des tribus de Siletz.

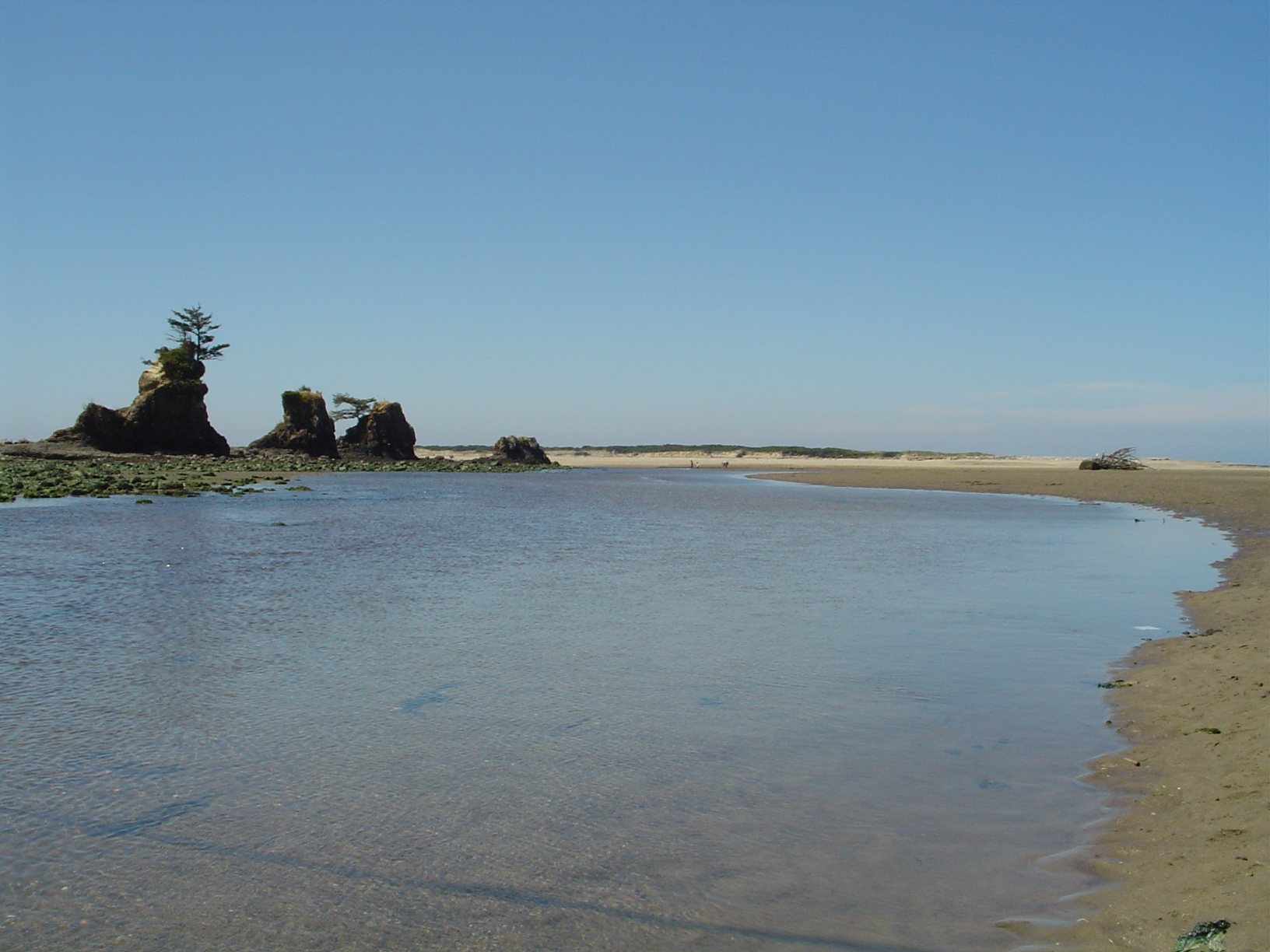
Les eaux du fleuve Siletz se jetant dans l'océan Pacifique dans la baie de Siletz